# Манкала

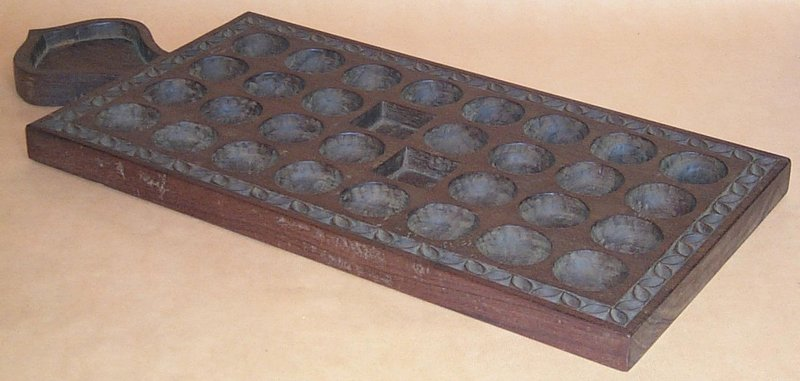
Доска для игры в бао ручной работы (Занзибар)

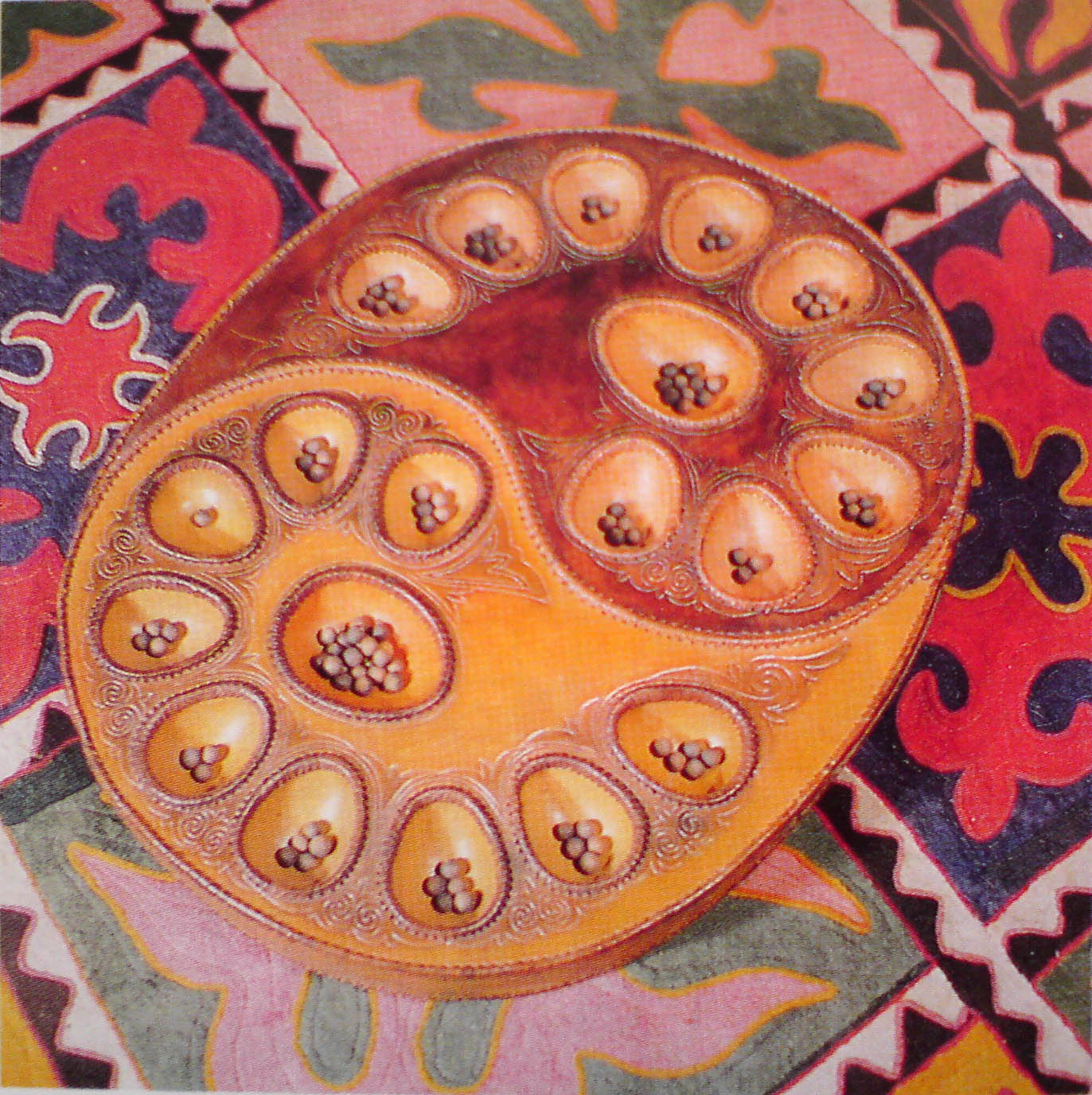
Сувенирная доска ручной работы для киргизской игры «Тогуз коргоол»

Ма́нка́ла́ — семейство настольных игр для двух игроков, распространённых по всему миру (особенно в Африке, Средней Азии, в некоторых областях Юго-Восточной Азии и Центральной Америки) и часто называемых игры в зёрна.
Можно получить некоторое представление о числе и разнообразии игр этого семейства, проведя аналогию между терминами «игры семейства манкала» и «карточные игры». С другой стороны, значение и роль игр манкала в Африке и Азии уместно сравнить со значением и ролью игры в шахматы на Западе. Среди классических (традиционных) игр семейства манкала наиболее распространёнными являются вари, омвесо и бао.
Наиболее популярная современная манкала — калах.
В манкале при исчислениях цифры заменяются камешками, а в роли нулей выступают пустые лунки.

## Названия
Существует широко распространенное заблуждение, согласно которому есть некоторая самостоятельная игра, называемая манкала. Эта ошибка возникает частично из-за того, что западные фирмы выпустили под этим именем некоторые специальные игры из этого семейства. Также в литературе используются неправильные выражения, как варианты манкалы, подразумевающие, что существует некоторая основная игра, от которой происходят другие.
В действительности название манкала является арабским термином, обозначающим некоторые специальные игры из этого семейства; тем не менее, этот термин (распространённый, например, в Сирии, Ливане и Египте) не используется последовательно (то есть не означает в точности той же самой игры). Слово «манкала», по-видимому, происходит от арабского naqala (дословно: «перемещать»), соответствующего также mankelah на суахили.
Конечно, невозможно установить точную и полную номенклатуру игр всего семейства манкала; одни и те же игры могут иметь разные названия в разных регионах, и варианты (в том числе весьма тонкие) правил так многочисленны, что не позволяют получить «окончательную» классификацию. В некоторых случаях, на самом деле, одна и та же игра может иметь различные названия, в зависимости от того, играют в неё мужчины или женщины. Есть также некоторая трудность в точном определении, что есть правила игры (в том смысле, который придают этому слову на Западе), а что есть рекомендации по стратегии, например, в указаниях по начальному расположению камней.
Названия игр этого семейства часто происходят от названий предметов инвентаря или действий, осуществляемых игроками. Например, от слова mbao на суахили («доска») происходят названия бао и амбао, а от michezo ya mbao («игра на доске») происходит Omweso; вари означает «дома» (слово «дом» используется вместо слова «лунка»). В Казахстане игра называется тогыз кумалак (каз. тоғыз құмалақ — «девять шариков»). Другие названия относятся к другим типичным для игры действиям, таким как «считать», «сеять», «перемещать».

## История и распространение

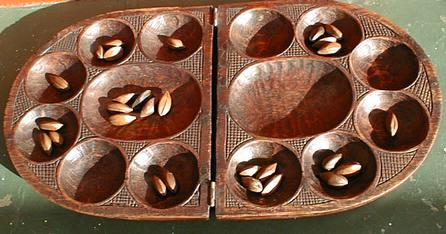
Доска необычной формы для игры в вари (по-видимому, Камерун)

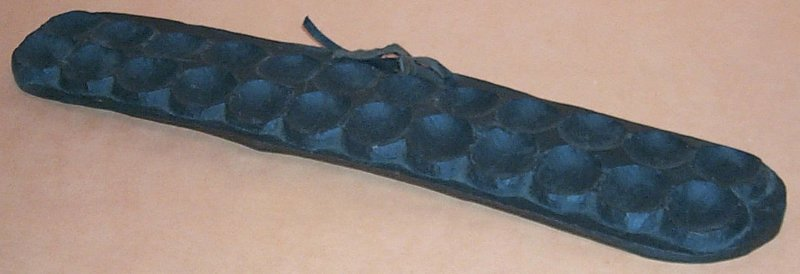
Доска для игры в Endodoi, наиболее распространённые у народа масаи

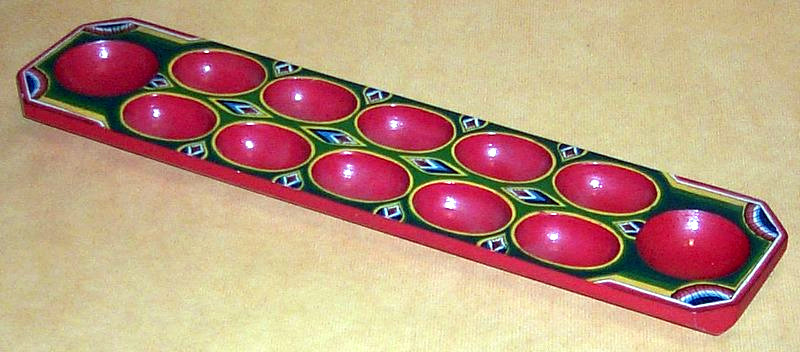
Доска для игры в Чонгкак, игру семейства манкала, распространённую в Юго-Восточной Азии

История манкалы до конца не ясна. То, что многие аспекты игры напоминают земледельческие процессы, простота доски и камней, большое число вариантов и их распространение по всему миру заставляют думать о весьма древнем происхождении игры.
Согласно статье, опубликованной в журнале Time 14 июня 1963, «два ряда по шесть лунок, с двумя более крупными лунками по краям вырезаны в большом куске камня в старом Алеппо в Сирии. Такую же схему можно найти вырезанной на колоннах Карнакского храма в Египте, она появляется на изображениях на саркофагах в долине Нила. Такая же схема вырезана в Theseus of Athens, и на нескольких камнях вдоль караванных путей древнего мира. В наши дни аналогичные ряды лунок можно найти по всей Азии и Африке, выкопанные в земле, вырезанные в ценных породах дерева или слоновой кости». Не все приведенные утверждения верны, но эта цитата позволяет получить представление о древнем происхождении игр семейства манкала.
Место происхождения игры — по-видимому, Африка, возможно, северная часть Африки, время происхождения — возможно, 1000—3000 лет назад. Доска для игры манкала III была найдена в Пирамиде Хеопса. То, что игра имеет именно африканское происхождение, подтверждает чрезвычайное её распространение по всему континенту: практически каждая африканская народность играет в одну или несколько из разновидностей манкалы. На Северо-Востоке играют в вари (наиболее известный и распространенный вариант), также известную (хотя и с локальными вариантами правил) как Awari, Awele, Wouri, Ourin, Oware и т. д. В восточной Африке, в частности, в Кении и Танзании, наиболее распространена бао (одна из наиболее сложных игр семейства), и аналогичные игры распространены среди всех народов банту (например, bawo на Малави, Omweso, Bao Kiarabu, Endodoi у народа масаи); в Нигерии играют в Ayoayo или Adi; и список названий и вариантов можно продолжать (Woro, Kbo, Layli, Adji, Gabata, Hus, Ayo, Kale, Aghi, Kigogo, Ajua, Ndoto, Soro, Mulabalaba и т. д.).
Игры семейства манкала распространены также в Средней Азии, Индии и Индонезии. Арабское происхождение названия «манкала» заставляет думать, что именно через арабов игра попала из Африки в Азию; заметим, что первое письменное упоминание манкалы восходит к религиозным средневековым текстам на арабском языке. Также во многих вариантах и под разными именами игра встречается в Юго-Восточной Азии: чонгкак, Dacon, Dentuman lamban, Mokaotan, Maggaleceng, Aggalacang и др.
В более позднее время, в основном вследствие работорговли, игра распространилась также в Америке: прежде всего на Карибах и Центральной Америке (В США чернокожим рабам было запрещено культивировать память о какой-либо традиции на их родине, и культура игры была утрачена). Наиболее распространённый в Америке вариант игры — вари и его непосредственный потомок — манкала американская.
Хотя игра появлялась несколько раз в Европе (известно, что в неё играли английские торговцы в XVII веке), её распространение на этом континенте было весьма ограниченным, за исключением прибалтийских стран, где одно время была популярна Bohnenspiel.

## Современная манкала

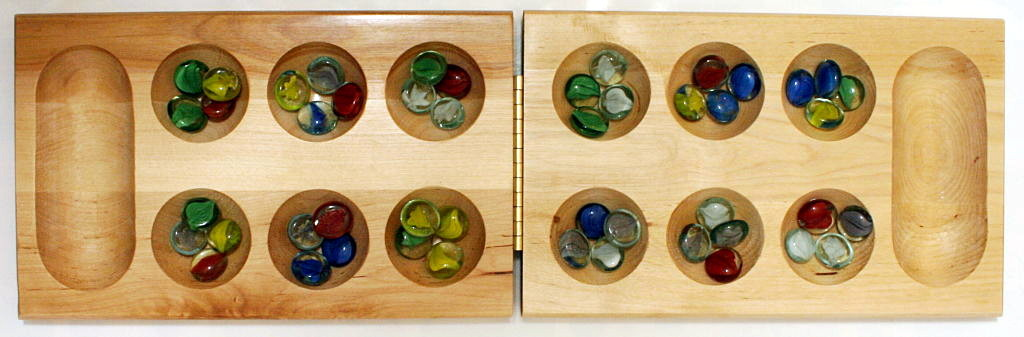
Доска фабричного производства для игры в манкалу

Из постсоветских стран, игра тогыз кумалак (казах.), или тогуз коргоол (киргиз.), имеет распространение в республиках Средней Азии, в основном в Кыргызстане и Казахстане.
Некоторые изобретатели игр, в том числе западные, предлагают новые варианты игр семейства манкала. Наиболее известная современная игра семейства — калах или Bantumi; многие источники используют термин «манкала» именно для обозначения этой игры. Калах, в действительности, является упрощенной версией индонезийской игры чонгкак. Другие авторы изобретают игры, вдохновленные связанной с манкалой тематикой, (в частности, посевом и захватом), но при этом привнося существенные новшества. «Игра в стеклянные бусинки» и Space Walk являются двумя примерами современной манкалы, использующими различные типы камней (характеристика, не присущая ни одной традиционной игре семейства). Среди современных игр есть несколько пасьянсов (например, El Mirall).
Различные фирмы выпускают доски для игры манкала; обычно это игра вари или один из её вариантов. В 1962 вари или овари была выпущена 3M под именем Oh-Wah-Ree, в графическом оформлении, навеянном египетскими мотивами, на доске необычной формы с лунками размещенными по полукругу. Другой пример — Mandinka, выпущенная Milton Bradley в 1978 (в этом случае внешний вид был выполнен в первобытном африканском стиле).
Перекрестная манкала
Исследователи манкалы разработали вариант правил, который можно применить к любой игре данного семейства. Общее правило приводит к играм, названным «Cross-Mancala» («перекрестная манкала»), и игры, которые используют это правило, называются аналогично: например, cross-Wari. Правило гласит, что посев, который начался с лунки с нечетным числом камней должен идти по часовой стрелке, а посев, который начался с лунки с четным числом камней, — против часовой стрелки.

## Инвентарь

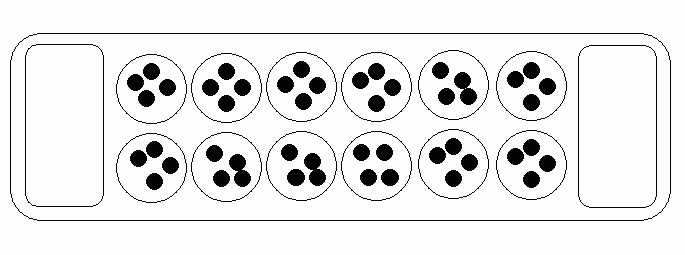
Наиболее распространённая форма досок для игры в манкалу II: 2x6, с двумя боковыми чашами (амбарами), в которых размещаются захваченные камни

В игры семейства манкала играют на доске с лунками, иногда называемыми домами или колодцами, расположенными в несколько рядов (обычно, в два или четыре) одинаковой длины. Число лунок в ряду в разных играх различно (обычно встречается 6, 8, 9, 10). В некоторых играх имеются накопительные лунки больших размеров, называемые амбарами или казной, которые используются обычно только для размещения в них захваченных камней (см. ниже). Доска может быть изготовлена из дерева или любого другого материала. Кроме того, в полевых условиях лунки могут быть выкопаны прямо в песке или земле, роль камней при этом могут выполнять даже овечьи или верблюжьи горошины навоза.
Антропологи часто используют классификацию игр семейства манкала, основанную на числе рядов. Манкала II, манкала III и манкала IV означают манкалу с двумя, тремя и четырьмя рядами лунок соответственно. На рисунке справа изображена доска для манкалы II, например, вари, с боковыми амбарами. (В игре вари боковые амбары не нужны и используются только для размещения камней, не участвующих в игре, и, таким образом, могут отсутствовать; в других играх амбары используются по существу.)
Большинство современных игр семейства манкала принадлежат типу манкала II или манкала IV, но существуют указания, что самые первые игры семейства манкала принадлежали типу манкала III (см. история). В наши дни манкала III в многочисленных вариантах распространена на Сомалийском полуострове, в совокупности называемых selus. В современных играх данного семейства существуют также несколько примеров игр типа манкала I.

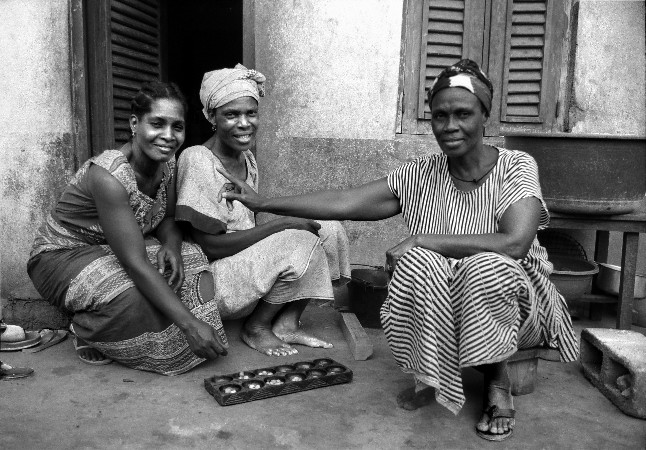
Доска для игры вари, Кот-д’Ивуар, с традиционными семенами цезальпинии

Камнями обычно служат семена рода Caesalpinia, например, Caesalpinia bonduc (которое на острове Антигуа называется «деревом Варри»). Вместо этого используются бобы, камешки, ракушки и другие мелкие объекты. Камни не отличимы друг от друга (имеют равный статус) и размещаются в лунках. Способы, как изначально размещать камни в лунках, весьма различны и во многих случаях неясно, регулируется ли правилами начальное расположение камней или игроки могут размещать их по своему желанию.
На досках с двумя рядами, каждому игроку принадлежит ближайший к нему ряд, но камни могут перемещаться из лунок одного ряда в лунки другого. На досках с четырьмя рядами каждому игроку принадлежат ближайшие к нему два ряда и игроки перемещают только собственные камни по своим рядам.

## Правила

### Посев
| 3 to sow | 1 |  | 2 | 4 |

Перед посевом
| Now empty | 1 to 2 | 0 to 1 | 2 to 3 | Still 4 |

После посева из первой лунки
Игроки ходят по очереди. Ход игрока, часто называемый посевом, состоит в изъятии всех камней из некоторой лунки (обычно, принадлежащей игроку и занятой некоторым минимальным числом камней), и размещении их в соседних лунках, по одному в лунку. Если посев не завершился в том же ряду, где и начался, то он продолжается в другом ряду; при этом лунки обычно обходят в направлении против часовой стрелки. Так, посев обычно следует слева направо по ряду, наиболее близкому к игроку, и, дойдя до конца ряда, переходит на смежный ряд, по которому следует справа налево. В играх с двумя рядами посев затрагивает лунки всей доски. В играх с четырьмя рядами он ограничен лунками двух рядов, принадлежащих игроку, который делает ход. Как правило, посев камней начинается со следующей лунки. В некоторых играх (например, в игре тогуз коргоол) посев начинается с исходной лунки.
Посев может быть простым, когда он завершается размещением камня в лунку, в которой уже находились камни, или посевом с жезлом. В последнем случае (как, например, в бао), если последний камень попадает в уже занятую камнями лунку, игрок изымает все камни из этой лунки и размещает их по одному в последующих лунках; этот процесс может повторяться. Это может приводить к очень длинным ходам, которые могут кардинально менять ситуацию на доске. Способность предсказывать последствия посева с жезлом отличает гуру игры бао от простого игрока (). В индийских играх семейства манкала, как Ali Guni Mane, посев с жезлом использует камни, расположенные не в той лунке, где закончился исходный посев, а в следующей (правило, называемое pussa-kanawa).

### Захват
Обычная цель каждого посева — захват камней противника. Правила захвата могут сильно отличаться от игры к игре. В некоторых играх, например, посев, заканчивающийся в лунке противника, приводит к захвату всех камней в этой лунке; или посев, заканчивающийся в пустой лунке, приводит к захвату всех камней в противоположной лунке (возможно, если выполнены дополнительные правила о числе камней в этой лунке). В других играх захватываются камни из лунок, в которых во время посева собирается определённое число камней.
Захваченные камни либо изымаются из игры, либо размещаются в лунках игрока, который произвел захват. В играх с амбарами (более крупными лунками), амбары используются как раз для размещения в них захваченных камней. Амбар может использоваться как обычная лунка во время посева (как, например, во всех играх семейства манкала, встречающихся в Северной Сахаре).
Так как во всех (или почти всех) играх семейства манкала основными операциями являются посев (и, следовательно, подсчёт) и захват, то в англоязычной литературе для обозначения манкалы используется термин count and capture («считай и захватывай»).

### Цель игры
Цель игры заключается в том, чтобы захватить камней больше, чем соперник, или привести игру к такому состоянию, когда противник не может сделать ход (например, потому, что все лунки соперника пустые или не содержат минимального числа камней, для того, чтобы сделать ход).
Ситуация, в которой все лунки одного игрока пустые, называется голодом.
Во многих играх семейства манкала игра может закончиться патом, когда ходы игроков начинают вынужденно повторяться в циклической последовательности. В этом случае игра прекращается (и, возможно, подсчитывается количество захваченных камней). Заметим, что количество ходов в цикле, соответствующем пату, может быть очень большим и распознать пат бывает очень сложно (например, в игре тогуз коргоол количество ходов в цикле равно 73). Именно поэтому пат обычно не рассматривается как некоторый наблюдаемый очевидный «факт» (как, например, в шахматах), а является продуктом «согласия» игроков.

### Особые правила
Хотя основная цель почти всех игр семейства манкала — захватить как можно больше камней, правила некоторых игр явным образом запрещают выполнять ходы, которые приводят к голоду соперника, за исключением тех случаев, когда игрок обязан сделать такой ход (то есть у него нет альтернативы).
Обычно поражение от голода декларируется в начале хода проигравшего игрока; в этом случае, если игрок закончил свой ход, полностью очистив свой ряд, голод может не возникнуть, если другой игрок, в свою очередь, выберет для следующего хода лунку некоторые камни из которой попадут в лунки противника, таким образом спасая его на грани. Во многих играх семейства манкала, действительно, такое спасение на грани (называемое накормить) обязательно к исполнению, если возможно его осуществление. Такое правило, как нетрудно видеть, имеет происхождение в философии солидарности, распространенной в земледельческой культуре (см. История).
Существуют также игры из этого семейства, целью которых является лишение противника возможности хода (например, посредством захвата всех камней на стороне противника). Примером такой игры является Хавалис.

## Анализ и стратегия
Как правило, в играх семейства манкала, полностью отсутствует компонент везения; таким образом, игру можно отнести к играм с полной информацией. Несмотря на то, что используются простые механизмы, сложность игры часто значительна, особенно в вариантах с посевом с жезлом. Как следствие, манкала представляет определённый интерес в различных разделах математики, таких, как теория игр, теория сложности и в этноматематике, а также в психологии, и, разумеется, антропологии.
Существует рекомендация поддерживать собственную мобильность, то есть стараться, чтобы было по возможности большим число ходов, которые можно сделать без размещения камней в чужих лунках (так называемые «ходы в руке»). Ходы, обеспечивающие собственную мобильность, часто более предпочтительны (в стратегии с длинным концом) ходам, приводящим к захвату камней противника.

## Пасьянсы
Существуют изобретенные в разное время пасьянсы, основанные на играх манкала. Такие пасьянсы в частности распространены в арабских странах (например в Судане под названием El Arnab), но встречаются и в других культурах: Чука Рума — это манкала для одного игрока, имеющая индийское происхождение.
|  |  |  |  |  |

|  |  |  |  |  |

|  |  |  |  |  |  |  |

В пасьянсе Чука Рума даны пять лунок, расположенных в ряд: 4 игровыми и одной накопительной, находящейся с краю. В каждую игровую лунку помещают по 2 камня, накопительная лунка в исходной позиции пуста. Ходы делают в сторону накопительной лунки. На первом ходе выбирают любую лунку, извлекают из неё все камни и раскладывают по одному камню во все последующие лунки. По достижении лунки-накопителя, расклад продолжается с крайней игровой лунки (по кругу). Если последний в ходе камень попал в накопитель, то снова выбирают любую игровую лунку для хода. Если последний камень попал в непустую игровую лунку, то ход продолжается из этой лунки. Если последний камень попал в пустую игровую лунку, то пасьян не сошёлся и его расклад начинают заново. Цель пасьянса — собрать все камни в накопительной лунке.

## Манкала и общество

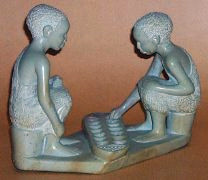
Манкала в африканском искусстве: статуэтка из мыльного камня, изображающая двух пастухов, играющих в Ajwa, манкалу подсемейства Luo

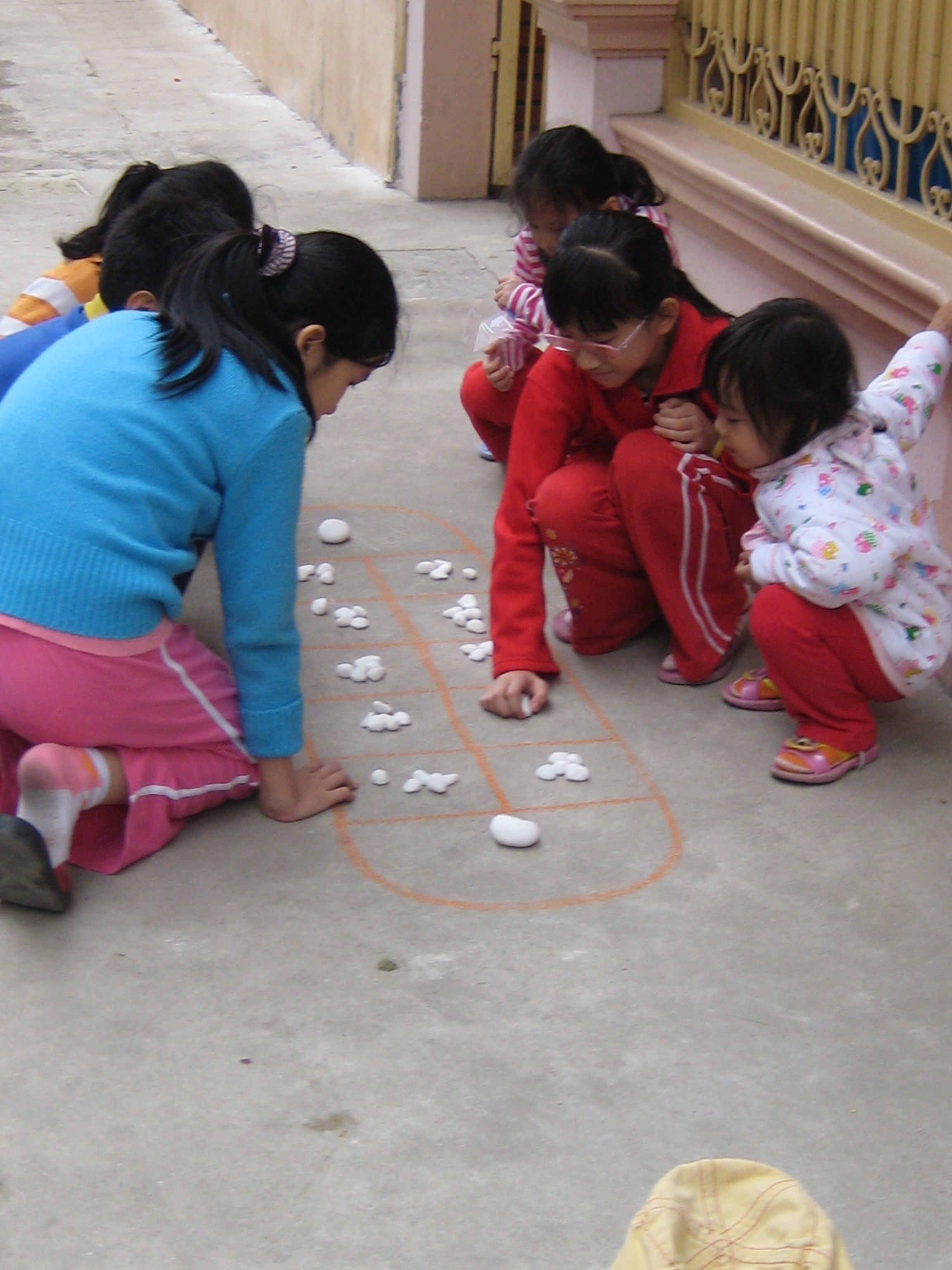
Дети, играющие в ô ăn quan, Вьетнам

В Африке (особенно в чёрной Африке), с традиционными ценностями местных народностей манкала часто имеет функции обеспечения агрегации и взаимного знания. Эти игры также представляют собой один из основных инструментов обучения детей арифметике.
В африканской культуре манкала часто является символом, социальным или религиозным. В различных языках игра называется магическим посевом и часто связана с надеждами на хороший урожай. В этой связи антропологи считают интересным факт, что почти во всех основных вариантах игроки должны защищать друг друга от «голода»; такая «солидарность», закреплённая правилами игры, довольна редка для древних игр.
Из культурных значений, присущих игре, следует некоторая серия ограничений, как, с кем и когда играть. В арабских странах, таких, как Сирия и Египет, например, мужчины могут играть только с мужчинами, а женщины — только с женщинами; на Филиппинах считается большим позором мужчине проиграть женщине. В центральной части Сомалийского полуострова, в качестве камней используются только семена Caesalpinia crista; согласно легенде, это дерево было создано богами только для того, чтобы оно давало семена для игры. В некоторых регионах разрешено играть только днём, а ночью доски должны быть оставлены за пределами дома, чтобы могли играть духи. В Суринаме сохранилась традиция, изначально африканская, играть в вари на похоронах, чтобы составить компанию умершему; существуют другие примеры, когда вари используется как элемент церемоний или ритуалов, например, в афробразильском культе кандомбле. Схожую роль играл чонгкак на острове Сулавеси (Индонезия): в него играли во время траура по близкому человеку и игра была запрещена (табу) в любых других обстоятельствах. Также известно использование манкалы для гаданий, например, на Ява.
Интересно отметить, что тогда как манкала заинтересовала западных логиков и математиков как игра с полной информацией, и, следовательно, подверглась научному анализу, в африканской культуре считается не правильным, или даже грубым, слишком долго размышлять над своими ходами. Иногда официальные правила запрещают считать камни в лунках; в Уганде ходы в Omweso совершают как можно быстрее, и малейшее колебание засчитывается за поражение. Один западный зритель, наблюдающий за игрой двух представителей народа масаи, часто не мог даже определить моменты, когда заканчивался один ход и начинался другой. Многие из этих аспектов прямо противоположны принятым на Западе установкам, касающимся абстрактных стратегических игр (см., например, шахматы), это различие может быть также истолковано в социологическом и антропологическом ключе.